# Kisselmec (Rózsahegyi járás)
Kisselmec (más néven Liptókisselmec, 1899-ig Sztiavnicska, szlovákul Štiavnička) község Szlovákiában, a Zsolnai kerületben, a Rózsahegyi járásban.

## Fekvése
Rózsahegytől 2 km-re keletre, a liptói (18-as) főút mellett fekszik.

## Története
Területe ősidők óta lakott. Határában a korai La Tène-kori puhói kultúra és egy római kori település maradványaira bukkantak.
A falu Nagyselmec határában keletkezett a 15. század elején, 1505-ben „Kysstzewnycza” néven említik először. 1506-ban „Kyssczawnycza” néven említik. Nemesi község volt, földművesek lakták. A 16. századtól részben a Selmeczy, részben a Rokovszky család birtokában állt. A 16.-17. században épült itt a Kilián család udvarháza. 1580-ban kettő, 1600-ban négy kúria állt a községben. Régi templomát 1781-ben építették. 1784-ben 26 házában 201 lakos élt.
A 18. század végén Vályi András így ír róla: „SELMETZ. Kis Selmetz, Nagy Selmetz. Két tót falu Liptó Várm. földes Urai Rakovszky, és több Uraságok, Kis Selmetz Nagy Selmetznek filiája; fekszenek Rozenberghez 1/2 mértföldnyire; savanyú vize is van; határbéli földgyeik termékenyek, legelőjök, ’s fájok elég van.”
1828-ban 37 háza volt 256 lakossal, akik mezőgazdasággal foglalkoztak, később főként a helyi nagybirtokokon dolgoztak.
Fényes Elek 1851-ben kiadott geográfiai szótárában így ír a faluról: „Selmecz (kis) (Stjavnicza Maly), tót falu, Liptó vmegyében: 250 kath., 6 zsidó lak. Ut. p. Nolcsó.”
A trianoni diktátumig Liptó vármegye Rózsahegyi járásához tartozott.

## Népessége
| Év:            | 1994. | 2004.    | 2014.    | 2024.    |
| -------------- | ----- | -------- | -------- | -------- |
| Emberek száma: | 505   | 564      | 724      | 918      |
| Eltérés:       |       | +11,68 % | +28,36 % | +26,79 % |

| Év:            | 2023. | 2024.   |
| -------------- | ----- | ------- |
| Emberek száma: | 901   | 918     |
| Eltérés:       |       | +1,88 % |

1910-ben 186, túlnyomórészt szlovák lakosa volt.
2001-ben 559 lakosából 556 szlovák volt.
2011-ben 636 lakosából 618 szlovák.

## Híres személyek
- Itt született 1865-ben Révay Simon (1865-1928), a magyarországi főrendiház örökös tagja, vadász, kutyatenyésztő.
- Itt hunyt el 1880-ban Révay Simon, Turóc vármegyei főispán, országgyűlési képviselő, királyi kamarás.

## Nevezetességei
- A Szentcsalád tiszteletére szentelt római katolikus temploma 2003-ban épült.

## Külső hivatkozások
- Hivatalos oldal
- Községinfó
- Kisselmec Szlovákia térképén
- E-obce.sk Archiválva 2007. november 3-i dátummal a Wayback Machine-ben